# Scope Logic
Operace SCOPE LOGIC (též známá jako UPWIND) měla za cíl na sklonku šedesátých let získat informace o sovětském raketovém systému poblíž Tallinnu (dnešní Estonsko).
Již od roku 1962 registrovala CIA budování nových raketových stanovišť nejprve v blízkosti Tallinnu a posléze po celém severozápadním Sovětském svazu. Nedostatek přesných informací vedl k rozdílným názorům na jejich funkčnost a účel.
Analytici požadovali snímky s rozlišovací schopností 40 centimetrů, protože jinak nebyli schopni určit velikost raket a typ radarového systému. Dále chyběla elektronická data (ELINT) - v blízkosti instalací se nenacházelo žádné monitorovací stanoviště a radary nebyly nikdy testovány ve sledovacím režimu, což znamenalo, že nebyly známy výkonové parametry, ani pracovní frekvence.
Plán operace počítal s využitím jednoho letadla A-12 a jednoho letadla U-2 vybaveného zařízením pro sběr elektronických dat (ELINT). A-12 se mělo s U-2 setkat nad Baltem a dále zamířit na sever k Norsku, na jih podél sovětsko-finské hranice, před Leningradem změnit kurs na západojihozápad podél Estonska.
A-12 vůbec nemělo narušit vzdušný prostor Sovětského svazu, ale plánovači předpokládali, že v okolí Leningradu bude kurs letadla vypadat jako příprava k průniku do sovětského vzdušného prostoru a vyprovokuje radary u Tallinnu k akci. Mezitím bude U-2 sbírat elektronická data a zatímco A-12 poletí okolo pobřeží a bude fotografovat radary přístrojem Type I, odletí U-2 daleko nad moře z dosahu ruské PVO.
Tento plán byl sice schválen a navržen k realizaci, nicméně vzhledem k velkému odporu ministra zahraničí tento plán nikdy nebyl předložen prezidentu Johnsonovi ke schválení a operace SCOPE LOGIC se nikdy neuskutečnila, nicméně operaci v podobném formátu (bez asistence U-2) uskutečnilo roku 1981 u Murmanska s použitím letounu SR-71 Americké vojenské letectvo.